# 澳大利亚水产养殖业

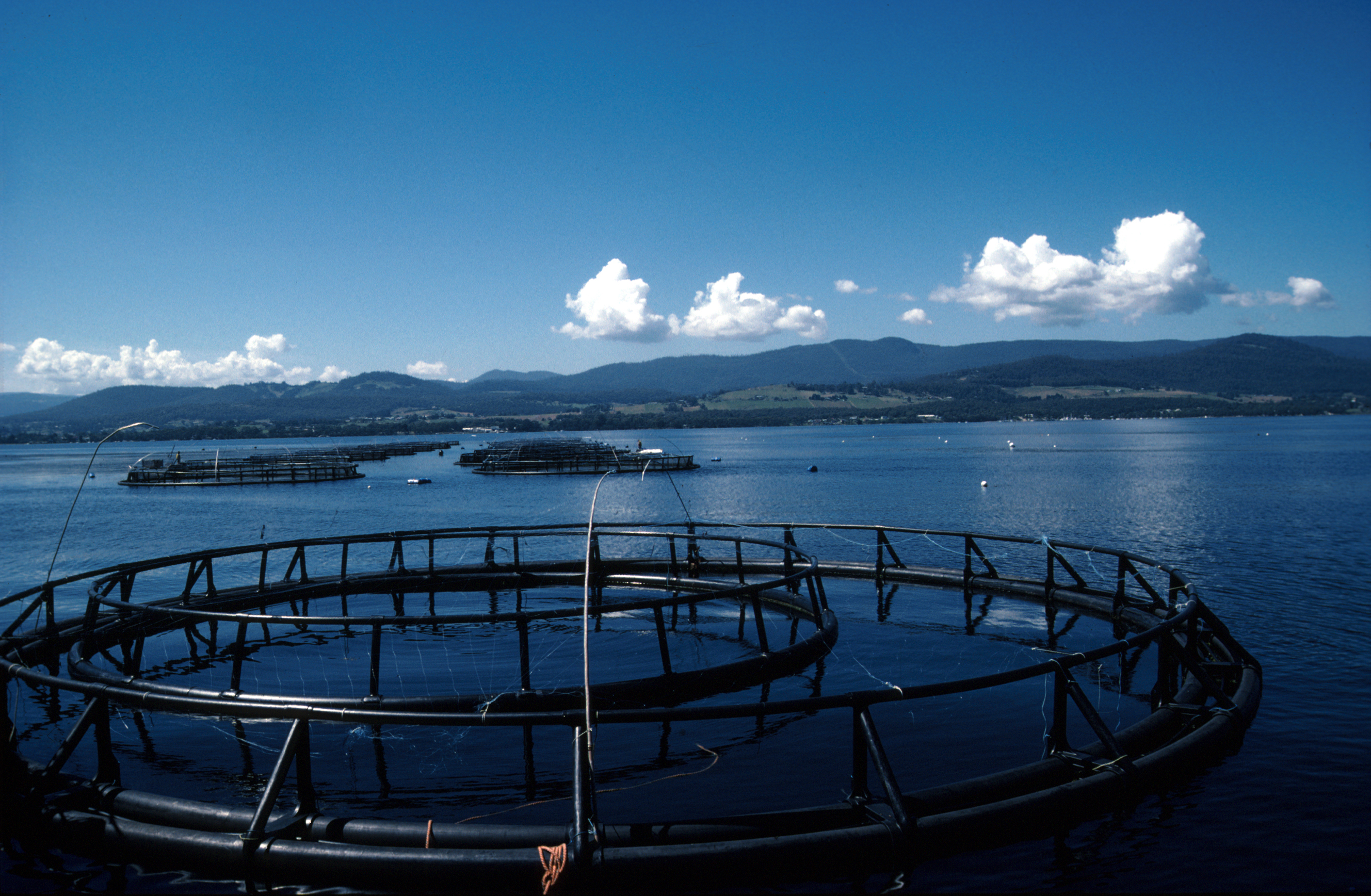
CSIRO鲑鱼网箱。澳大利亚的水产养殖业年产值超过6亿美元，并以每年20%的速度扩张。

澳大利亚的水产养殖业是目前该国发展最快的第一产业，占整个澳大利亚海产品生产总值的34%。目前澳大利亚商业养殖的鱼类有10种，其中以南方蓝鳍金枪鱼、大西洋鲑鱼和澳洲肺鱼为主。除此以外，泥蟹在澳大利亚也被养殖多年，然而泥蟹养殖有时会导致环境的过度开发。在传统上，澳大利亚的水产养殖仅限于珍珠，但自20世纪70年代初以来，该国对其他形式的水产养殖进行了重大研究和商业开发，包括有鳍鱼、甲壳类动物和软体动物。
澳大利亚每年生产24万吨鱼，其中水产养殖的比重占三分之一。在1996年至2007年的十年间，水产养殖产量几乎翻了一番，从29,300吨增至57,800吨。而在2007年至2008年度，澳大利亚水产养殖生产总值继续上升6270万澳元，达8.68亿澳元。在2008年，该国的水产养殖业直接雇佣了7,000多人，间接受益约20,000人，是目前澳大利亚增长最快的第一产业。

## 历史
有证据表明，澳大利亚的一些土著居民在数千年前就开始从事水产养殖，特别是维多利亚州西部Budj Bim遗产地区的Gunditjmara养殖短鳍鳗鱼，以及新南威尔士州Barwon河上的Brewarrina捕鱼器，这些捕鱼器是由许多当地居民发明和使用的。

## 国家水产养殖委员会
国家水产养殖委员会(NAC)是代表澳大利亚水产养殖的最高行业机构。NAC在政治层面为该行业提供了可信的声音，并争取在具有国家意义的问题上对澳大利亚水产养殖业产生更大的影响。自2001年成立以来，NAC已经在澳大利亚主要的政府部长和对水产养殖感兴趣的机构中建立了声誉，主要是农业、渔业和林业部。 NAC由董事会管理，董事会负责确定NAC工作计划的战略方向。除了这些行业成员之外，还有其他NAC成员，包括各种水产养殖组织和团体。

### 行为守则
国家水产养殖委员会维持着一项自愿的《澳大利亚水产养殖业行为准则》，该准则于1998年首次出版。《守则》包括以下五项最佳环保实践的指导原则：
1. 遵守法规
2. 尊重他人的权利和安全
3. 保护环境
4. 人道地对待水生动物
5. 促进人类消费的海鲜和其他水产品的安全

## 澳大利亚水产养殖业

### 海洋鱼类
海洋鱼类产业是一个近海的网箱养殖部门，主要在南澳大利亚和塔斯马尼亚经营，在其他州也有一些养殖场。养殖的主要品种是南方蓝鳍金枪鱼、大西洋鲑鱼、黄尾石首鱼、石首鱼和澳洲肺鱼。作业通常包括黎明前装载船只并将饲料运送到海笼。清洁和维护工作由潜水员负责，在大多数农场进行渔网维修和清洁。第二轮在下午或傍晚进行。

#### 南方蓝鳍金枪鱼
澳大利亚金枪鱼部门的水产养殖部分包括在近海浮桥上养殖金枪鱼。黎明前，饲料被装载到经过改装的渔船上，驶向海上浮桥，浮桥可以在海上长达25公里的地方。进进行饲养、养护和捕捞作业，以及监测鱼类，并进行符合许可证条件的环境活动。天气状况决定了什么时候可以喂鱼，什么时候可以维护浮桥系统。一般来说，这项工作每周进行七天，为期六个月。
澳大利亚南部蓝鳍金枪鱼水产养殖于1990年通过一项合作研究与开发计划首次在澳大利亚启动，该计划涉及澳大利亚南部蓝鳍金枪鱼产业协会(ASBTIA)，其前身是澳大利亚金枪鱼船主协会(TBOASA)，日本海外渔业合作基金会和南澳大利亚政府。南方蓝鳍金枪鱼是南澳大利亚水产养殖业中最有价值的部门，由澳大利亚南方蓝鳍金枪鱼产业协会 (ASBTIA) 代表。

#### 大西洋三文鱼
澳大利亚大西洋鲑鱼产业以塔斯马尼亚为基地。水产养殖部门涉及亲鱼的收集和鱼种的生产，以便在位于近海和近海水域的海网箱中生长。专业的船队在海上进行喂食和收获作业，最常见的工作时间是早上4点至晚上7点59分至8点。塔斯马尼亚鲑鱼种植者协会有限公司是代表整个塔斯马尼亚鲑鱼种植者的最高机构。

### 淡水鱼
澳大利亚有许多中小型淡水鱼养殖场，养殖种类繁多，包括墨累鳕鱼、银鲈鱼、玉鲈鱼和鳗鱼。系统从集约化水箱饲养系统到自动系统再到池塘和水坝系统不等。

### 甲壳动物

#### 对虾
澳大利亚的对虾养殖业主要以昆士兰的热带地区为基础。对虾是在大规模的池塘作业中养殖的，全年24小时、每天都在作业。农场位于澳大利亚的四个州——新南威尔士州、昆士兰州、北领地和西澳大利亚州。
养殖场一般都有自己的孵化场，整个操作包括孵化、生长、收获和加工，是一个综合的连续过程操作。与大多数水产养殖物种不同，对虾在夜间进食，这意味着必须在晚上或清晨进行喂食。服务时间由上午二时三十分至晚上十一时。
澳大利亚对虾养殖者协会(APFA)成立于1993年，代表澳大利亚对虾养殖业的利益并促进其发展。澳大利亚对虾养殖业现在每年生产4000多吨产品，农场大门价值超过7000万美元，提供1000多个直接就业机会和1800个间接就业机会。 虽然澳大利亚是世界上产量较小的国家之一，但其产量却领先世界，平均每公顷产量超过4500公斤(9900磅)。

#### 龙虾，红爪鱼和马隆鱼
澳大利亚有许多小型陆上甲壳类动物养殖场。 龙虾最常见，通常是一般陆基农业的附带水产养殖作业。红爪鱼养殖场也散布在澳大利亚各地，但主要在昆士兰和新南威尔士。 马隆鱼养殖场主要在西澳大利亚州和南澳大利亚州经营，往往是规模较大的池塘经营。

### 贝类

#### 鲍鱼（栖息于陆地）
陆地上的鲍鱼养殖场主要经营密集型的生长系统，这些系统通常基于水道技术。虽然大多数养殖场都有综合的孵化和生长业务，但一些养殖场依靠从专门的孵化场购买鱼苗。通过潜水作业，定期从野外收集鱼苗，构成孵化场作业和遗传多样性的基础。大多数陆地上的鲍鱼养殖场是24小时运作的，涉及到对水系统和种群的持续监控。水源和水温的任何中断都可能是灾难性的，造成大规模损失。

#### 鲍鱼（海产）
两种类型的海洋鲍鱼系统包括海笼技术和一种特殊的改装生长船。母鱼来源于野生和幼鲍鱼，在孵化场中生长。然后，鱼类被转移到带有独特生长板的特殊海笼中，由商业潜水员团体连续管理和捕捞。
经过2012年的试验，在西澳大利亚的弗林德斯湾建立了一个商业“海洋牧场”来饲养鲍鱼。这个牧场是基于一个人工礁，由5000个(截至2016年4月)单独的混凝土单元组成，称为“abitats”(鲍鱼栖息地)。900公斤(2000磅)每个“栖息地”可以容纳400只鲍鱼。礁石上播种着来自岸上孵化场的幼鲍鱼。
鲍鱼以在栖息地自然生长的海藻为食，随着海湾生态系统的丰富，也导致了 dhufish、粉红鲷鱼、濑鱼和 Samson 鱼等物种数量的增加。
该公司的布拉德·亚当斯 (Brad Adams) 强调了鲍鱼与野生鲍鱼的相似之处以及与岸基水产养殖的不同之处。 “我们不是水产养殖，我们是牧场，因为一旦他们在水中，他们就会照顾自己 。”

#### 青口贝
青口贝产业遍布澳大利亚，在塔斯马尼亚州、南澳大利亚州和维多利亚州都有大规模的经营活动。使用船用绳索系统来养殖贻贝。由于青口贝是滤食性动物，养殖场依赖天然饲料，包括藻类、碎屑和细菌，而不是人工饲料或颗粒。 收获涉及在专门建造的船只上操作专门的青口贝剥离机械。虽然养殖场全年运营，但 1 月至 5 月是青口贝生产的“旺季”。

#### 太平洋牡蛎
太平洋牡蛎产业主要在塔斯马尼亚、南澳大利亚、维多利亚和新南威尔士开展。该行业是一个以海洋为基础的行业（孵化场除外），大多数养殖场都可以通过商业船只进入，这些船只用于维护养殖场和收获牡蛎。

#### 珍珠
澳大利亚的珍珠产业是基于珍珠牡蛎品种。自20世纪50年代中期以来，该行业一直专注于养殖珍珠的生产。养殖珍珠的第一阶段需要捕捞野生珍珠牡蛎，然后通过水产养殖过程用于生产养殖珍珠。西澳大利亚州是主要的珍珠生产州，珍珠生产商协会 (PPA) 是该州最大珠母贝养殖业的最高代表机构。北领地是第二大珍珠生产州。

#### 悉尼岩牡蛎
该行业在新南威尔士州、昆士兰州、维多利亚州和西澳大利亚州开展业务，并在许多河口和海洋环境中养殖一种牡蛎(Saccostrea glomerata)。操作包括小型船只每天前往牡蛎养殖场检查、分类、分级和收获牡蛎。这些农场在白天运作，每天去农场的路程相对较短。上岸后，他们对牡蛎进行分级和清洗，准备运往东海岸的市场。